# シフクノオト
『シフクノオト』は、日本のバンド・Mr.Childrenの11枚目のオリジナルアルバム。2004年4月7日にトイズファクトリーより発売された。

## 背景とリリース
通常盤、初回限定盤の2形態で発売。
初回限定盤には「タガタメ」「くるみ」「Pink ～奇妙な夢」「天頂バス」「花言葉」のレコーディング風景、メンバーのインタビューが収録されたDVDが付属されている。表記はないが、HDCD仕様で発売された。
前作『IT'S A WONDERFUL WORLD』からおよそ2年ぶりとなるアルバムで、それまでは海外で行われることが殆どだったマスタリングが本作から国内で行われるようになった。また、本作は24bit/96KHzでレコーディングされている。
2002年7月から、桜井和寿の小脳梗塞による入院・治療のためバンドの活動が一時停止していたが、シングル発売やライブ活動などを開始し徐々に復帰。
しかし、その後鈴木英哉が活動再開を拒み、バンドの完全な活動再開が遅れることとなった。
その間、桜井は山形県の別荘兼スタジオにて楽曲の制作活動に勤しんでいた。桜井は「今回のようにゆっくりした製作期間があるんだったら、こっち(山形)で作った方がいいし、機材も充実してるし」と語っている。
鈴木は桜井との活動再開の話し合いについて「一回、桜井が山形で雑誌の取材を受けたことがあって、そこに僕も遊びに行ったんですよ。でも最初の時点で僕はもう酔っぱらってて、朝イチで行ったんですけど、二日間酔っぱらいどおしのまま寝たり起きたりしつつ、桜井くんと一晩中そんな話をしてて。お酒が入るとどうしてもヒートアップして、お互いに『何でだよ！』という感じになってしまって……」「桜井にはそんなこと言ったような気がするな。『お前、ソロやればいいじゃん』って。たぶん酔っぱらった勢いで言っちゃったんでしょうけど」と語っている。
桜井は「JEN（鈴木）がレコーディングを始める気にならない理由が、たとえばプライベートなことでゴタゴタがあったとか、少し旅行にでも行ってゆっくりしたいということだったら、僕としては『どうぞどうぞ』という感じなんだけど、その理由を彼は音楽的なところにある、みたいな風に言っていたんですね」「そうだとすれば、自分にもその責任の一端があると思うし… いろいろ話していく中で『こういう物を作りたいんだ』ってことをJENは言っていたけれど、それはつまり僕に対して『そういうものを、お前が作れよ』と言っているように僕は受け取ったんです。そんなJENの挑戦状をちゃんと受けたうえで、こてんぱんに打ちのめしてやる、というのが最初のモチベーションでした。」と語っている。
2003年の3月上旬・下旬の2回に分け、桜井が作り上げたおよそ15曲ほどのデモ音源が収録されたMDがメンバーの自宅に届けられた。鈴木もこの出来事で重い腰を上げたものの、プロデューサーの小林や制作スタッフのスケジュール上の都合で、本格的なスタジオ入りは2003年の5月からになったという。ちなみにレコーディングは2004年1月まで行われた。
レコーディングは、基本的に2週間続けてスタジオに入った場合、次の2週間は休みを取るというようなスケジュールで行われた。
アートディレクターは佐藤可士和。これまでのMr.Childrenのアートワークは全て信藤三雄が手掛けていたため、信藤以外が担当するのは本作が初となった。黒の歌詞カードなど、全体的に画集をイメージしたという。
アルバムタイトルは“至福の音”と“私服の音”と“至福note”のトリプル・ミーニングとなっている。メンバーは「音楽を鳴らせるということ……それができるっていうことが、いろんなアクシデントを経た今、何よりも至福の時間なんじゃないかと考えるに至った」（桜井和寿）、「着飾ってないし、身の丈以上のものを見せようと思ってなかった」（中川敬輔）と語っている。当初、桜井は『コミックス』というタイトルを提案していたが、メンバーは乗り気じゃなかったという。
本作について桜井は「『IT'S A WONDERFUL WORLD』のような、リスナーの人達に向けて物語を作っていくような、そういうものに較べたら、個人的かもしれない」と、自分の身の回りや日常に視点を置いて作り上げたアルバムであると語っている。また、「Mr.Childrenの骨格が浮き彫りになるような音」「ロック色とポップ感のせめぎ合いは『Versus』にも通じるものがある気がする」と述べている。

## チャート成績
初動売上は80.3万枚で、オリジナルアルバムでは7thアルバム『DISCOVERY』以来3作ぶりに80万枚を突破し、2004年に発売されたオリジナルアルバムでは最高記録となった。累計売上は141.2万枚で、Mr.Childrenが2000年代以降に発売したオリジナルアルバムでは最高の売上となっている。

## 収録内容
| 全作詞・作曲: 桜井和寿、全編曲: 小林武史 & Mr.Children、弦編曲: 小林武史 & 四家卯大、管編曲: 小林武史 & 山本拓夫。 |                          |          |            |      |
| # | タイトル                 | 作詞     | 作曲・編曲 | 時間 |
| 1. | 「言わせてみてぇもんだ」 | 桜井和寿 | 桜井和寿   | 3:49 |
| 2. | 「PADDLE」               | 桜井和寿 | 桜井和寿   | 4:45 |
| 3. | 「掌」                   | 桜井和寿 | 桜井和寿   | 5:05 |
| 4. | 「くるみ」               | 桜井和寿 | 桜井和寿   | 5:31 |
| 5. | 「花言葉」               | 桜井和寿 | 桜井和寿   | 3:24 |
| 6. | 「Pink〜奇妙な夢」       | 桜井和寿 | 桜井和寿   | 6:44 |
| 7. | 「血の管」               | 桜井和寿 | 桜井和寿   | 3:02 |
| 8. | 「空風の帰り道」         | 桜井和寿 | 桜井和寿   | 4:09 |
| 9. | 「Any」                  | 桜井和寿 | 桜井和寿   | 5:08 |
| 10. | 「天頂バス」             | 桜井和寿 | 桜井和寿   | 6:24 |
| 11. | 「タガタメ」             | 桜井和寿 | 桜井和寿   | 6:52 |
| 12. | 「HERO」                 | 桜井和寿 | 桜井和寿   | 5:41 |
| 合計時間: | 合計時間:                | 60:34    |            |      |

| #  | タイトル                                      | 作詞 | 作曲・編曲 |
| -- | --------------------------------------------- | ---- | ---------- |
| 1. | 「Recording Document / May 2003 to Jan 2004」 |      |            |

## 楽曲解説
1. 言わせてみてぇもんだ
  - 仮タイトルは「身から出た錆」[12]。
  - 『wonederful world on DEC 21』以降、なかなか活動を再開したがらない鈴木英哉のリクエストを元に書かれた曲[10]。
  - 鈴木は「確か三月の初めだったと思うんですけど、桜井からMDが届いたんです。一曲目にアルバムと同じ「言わせてみてぇもんだ」が入っていて、何て言うんでしょうか、やっぱりいい意味で緊張感が湧いてきましたね」と語っている[3]。
  - 本作のアルバムツアーでは演奏されず、翌年の『MR.CHILDREN DOME TOUR 2005 "I ♥ U"』でライブ初披露となった。
2. PADDLE
  - NTTドコモグループCMソング[13]。
  - 仮タイトルは「ほんの束の間」[12]。
  - 25thシングル『掌/くるみ」と並んでシングル候補であった曲[10]。筒美京平を参考にしてメロディーを作ったという[12]。歌詞には「PADDLE」に対して、「フラスコ」など正反対のインドアな言葉を意図的に登場させている[14]。
  - 2014年に開催されたファンクラブ限定ツアー『Mr.Children FATHER & MOTHER 21周年ファンクラブツアー』の直前に行われた「会員が最もライブで聴きたい曲」アンケートでは15位に選ばれた[15][注 2]。
  - 前曲の余韻が僅かに残っている。
  - 36thシングル『ヒカリノアトリエ』には「Mr.Children Hall Tour 2016 虹」で録音されたライブ音源がカップリングされている。
3. 掌
  - 25thシングル表題曲。
4. くるみ
  - 25thシングル表題曲
5. 花言葉
  - 仮タイトルは「はなことば」[16]。
  - メロディーとの相性から、仮歌の段階で“コスモスの花言葉”と歌っていた。しかし元々桜井和寿はその意味を知らず、歌詞を書くにあたって調べたという[17]。
6. Pink 〜奇妙な夢
  - 桜井は「夢というファクターを使って、現実のなかで埋もれてしまっている女性に対しての愛情を書こうかなと思っていた」と語っている[18]。
  - また、桜井は「人は、多少、黄ばんだり黒ずんたりしているほうが愛しい。その人が生きていく中でつけてきた心の手あかのようなものが好きなんです」とも語っている[19]。
7. 血の管
  - 生と死がテーマになっている曲。イントロは、桜井が小林武史に「お葬式を想像するようなものに」と注文したという[18]。
  - デモ段階では久石譲の作風を意識していたという[12]。
8. 空風の帰り道
  - 24thシングル『HERO』のカップリング曲。
  - 前曲の余韻がわずかに残っており、厳密に言うとアルバムバージョンである。
9. Any
  - 23rdシングル表題曲。
10. 天頂バス
  - 仮タイトルは「1st Song 118」[16]。
  - タイトルの“天頂”は“転調”とのダブル・ミーニング[20]。桜井曰く「曲が変化していく感じが、まるで人生を描いているような気がして、人生は常に変化していくし、引き返すことは出来ないわけで」とのこと[21]。また、イントロでは“店長”の「へい、いらっしゃい」「お勘定」という台詞がある。
  - 1曲目同様、鈴木のリクエストを元に作られた曲である[21]。
  - 本アルバムのCMでは桜井がペンキの中へ飛び込むところでこの曲が流れており、その撮影で桜井が肋骨を骨折してしまうハプニングもあった。
11. タガタメ
  - 日清食品「カップヌードル "NO BORDER"」CMソング[22]。
  - 仮タイトルは「パッパラパー」。
  - カントリー調の曲であったが、歌詞の内容を考慮し今の壮大なアレンジに変更された[23]。後に原曲に近いアレンジで再録され、「タダダキアッテ」というタイトルで2008年9月3日発売の33rdシングル『HANABI』のカップリング曲として収録された。
  - 2005年に開催された愛・地球博「国際赤十字・赤新月パビリオン」イメージソングとしても使用された[24]。
  - 2003年9月1日からラジオ限定で解禁された。桜井は「とにかく、この曲をレコーディングしたときの充実感が凄かったから、この興奮が冷めないまま僕はシングルにしたいという提案をしたんだと思う」と語り[3]、この曲をシングルにすることも考えたが、既に『掌/くるみ』の発売が決まっていたこと、「売り物とは別のところで想いを連鎖させていく、ということにすごく意味がある」と思ったことから[3]、ラジオのみでのオンエアという形になった[25]。
  - 桜井が父親の目線で書いた曲[26]。長崎男児誘拐殺人事件やプチエンジェル事件などのニュースを見た桜井は、「もちろん被害者の親御さん達の気持ちも計り知れないものがあるかもしれないけれど、加害者になった親の気持ちってどうなんだろうな」と思っていたという[25]。
  - 演奏時間は7分近くと本アルバムでは最も長い曲である。
  - 後に発売されたベスト・アルバム『Mr.Children 2001-2005 <micro>』『Mr.Children 2003-2015 Thanksgiving 25』にも収録された。
12. HERO
  - 24thシングル表題曲。
  - 前曲と意図的に並べて収録されている。桜井は「『タガタメ』は単なるつぶやきであって、そのつぶやきは『HERO』の中の小さな男が発しているもの」「小さなひとりの人間として生きていることの意味や重さが2曲セットで歌えている様な気がします」と語っている[21]。

## 参加ミュージシャン
- Mr.Children
  - 桜井和寿：Vocal, Guitar
  - 田原健一：Guitar
  - 中川敬輔：Bass
  - 鈴木英哉：Drums
- 小林武史：Keyboards
- 吉田誠：Computer Programing
- 安達練：Computer Programing

言わせてみてぇもんだ
- 山本拓夫：Sax

くるみ
- 四家卯大ストリングス：Strings
- 大石真理恵：Glockenspiel

血の管
- 庄司さとし：Oboe

Any
- 山本拓夫：Sax
- 西村浩二：Trumpet
- 村田陽一：Trombone
- 四家卯大ストリングス：Strings

タガタメ
- 吉田治：Sax
- 西村浩二：Trumpet
- 村田陽一：Trombone
- 四家卯大ストリングス：Strings

HERO
- 四家卯大ストリングス：Strings

## テレビ出演
| 番組名               | 日付           | 放送局 | 演奏曲                       |
| -------------------- | -------------- | ------ | ---------------------------- |
| クリスマスの約束2003 | 2003年12月25日 | TBS    | HERO タガタメ 言葉にできない |
| 筑紫哲也NEWS23       | 2004年2月20日  | TBS    | タガタメ                     |

## ライブ映像作品
| 曲名                 | 作品名                                                     |
| -------------------- | ---------------------------------------------------------- |
| 言わせてみてぇもんだ | MR.CHILDREN DOME TOUR 2005 "I ♥ U" 〜FINAL IN TOKYO DOME〜 |
| PADDLE               | Mr.Children Tour 2004 シフクノオト                         |
| PADDLE               | ap bank fes '10                                            |
| 掌                   | →「 掌/くるみ § ライブ映像作品 」を参照                    |
| くるみ               | →「 掌/くるみ § ライブ映像作品 」を参照                    |
| 花言葉               | Mr.Children Tour 2004 シフクノオト                         |
| 花言葉               | Mr.Children [(an imitation) blood orange] Tour             |
| Pink 〜奇妙な夢      | Mr.Children Tour 2004 シフクノオト                         |
| Pink 〜奇妙な夢      | Mr.Children [(an imitation) blood orange] Tour             |
| 血の管               | Mr.Children Tour 2004 シフクノオト                         |
| 血の管               | miss you LIVE                                              |
| 空風の帰り道         | →「 HERO#ライブ映像作品 」を参照                           |
| Any                  | →「 Any § ライブ映像作品 」を参照                          |
| 天頂バス             | Mr.Children Tour 2004 シフクノオト                         |
| 天頂バス             | Mr.Children [(an imitation) blood orange] Tour             |
| タガタメ             | Mr.Children Tour 2004 シフクノオト                         |
| タガタメ             | Mr.Children HOME TOUR 2007                                 |
| タガタメ             | Mr.Children Stadium Tour 2015 未完                         |
| タガタメ             | Mr.Children 30th Anniversary Tour 半世紀へのエントランス   |
| HERO                 | →「 HERO#ライブ映像作品 」を参照                           |